# Тураев, Сергей Васильевич
Серге́й Васи́льевич Тура́ев (14 (27) июня 1911, Тюмень, Российская империя — 19 ноября 2008 Москва, Россия) — советский и российский литературовед-германист. Доктор филологических наук, профессор. Заслуженный деятель науки Российской Федерации (1992).

## Биография
Родился в Тюмени 14 (27) июня 1911. Окончил в 1933 году Пермский педагогический институт — факультет русского языка и литературы, в 1937 году факультет философии, литературы и лингвистики ЛИФЛИ. Проходил аспирантуру в ЛГУ под руководством члена-корреспондента АН СССР Жирмунского В. М. В 24 июня 1941 года защитил кандидатскую диссертацию тема: «Эстетика Вакенродера», докторскую тема: «Георг Веерт и немецкая литература революции 1848 года» став доктором филологических наук в 1965 году.
Участвовал в обороне Ленинграда, из блокадного Ленинграда был направлен в МВД для работ с военнопленными в лагерях в качестве переводчика (1945), работал в Московское области и Красноярске, был переводчиком и в некоторых других странах.
Печатался с 1949 года, автор 8 книг и 250 публикаций. Председатель Гётевской комиссии при Совете по истории мировой культуры РАН с 1979 года.
С 1960 по 2003 гг. старший, затем — ведущий научный сотрудник Института мировой литературы им. А. М. Горького. Награждён званием Заслуженного деятеля науки РФ в 1992 году. Скончался 19 ноября 2008 года в Москве на 98-м году жизни; похоронен в колумбарии Донского кладбища (колумбарий 18, зал 11).

## Научная деятельность
Исследовал литературу на разных языках мира, сравнивал их национальную специфику. Изучал появление в европейской литературе потрясений под воздействием общественности и её формирования и развития. В трудах Тураева С. В. представлены подробные описание современной европейской литературы, в течение историко-литературной эпох, этому посвящён мемуар «Буря и натиск».

## Семья
- Супруга — Чигарёва, Евгения Ивановна (р. 1939), музыковед, доктор искусствоведения, профессор.

## Основные работы
Отдельные издания
- Выдающийся немецкий поэт Георг Веерт (1822—1856). М.: Знание, 1956;
- Иоганн Вольфганг Гёте: Очерк жизни и творчества. М., 1957;
- Введение в западноевропейскую литературу XVIII в. М., 1959;
- Георг Веерт и немецкая литература революции 1848 г. М., 1963;
- Словарь литературоведческих терминов. М., 1974, 1988 (совм. с Л. И. Тимофеевым);
- История зарубежной литературы XIX в. М., 1982 (в соавт.);
- От Просвещения к романтизму: трансформация героя и изменение жанровых структур в западноевропейской литературе конца XVIII — нач. XIX в.. — М.: Наука, 1983. — 255 с.
- Гёте и формирование концепции мировой литературы / отв. ред. Е. М. Мелетинский. — АН СССР Институт мировой литературы им. А. М. Горького. — М.: Наука, 1989. — С. 266—269. — 271 с. — ISBN 5-02-011371-9.
- Революция во Франции и немецкая литература. — РАН Институт мировой литературы им. А. М. Горького. — М.: Наше наследие, 1997. — С. 212—214. — 214 с. — 1000 экз. — ISBN 5-201-13284-7.
- Гёте и его современники. М., 2002;

Участие в энциклопедических изданиях
- Ответственный редактор тома; член авторского коллектива: История всемирной литературы. Т. 5. — М., 1988.
- Член авторского коллектива: История всемирной литературы. Т. 6. — М., 1989; Т. 7. — М., 1991.

Статьи
- Тураев, С. В., Чавчанидзе, Е. Д. Трансформация героя и изменение жанровых структур в западноевроп. лит. конца XVIII — начала XIX века // От Просвещения к романтизму / отв. ред. А. Д. Михайлов. — М.: Наука, 1983. — 256 с.
- Пермь. Карла Маркса, 26. 30-е годы // Филолог. 2005. № 7.
- Билеты на Лоэнгрина : мемуар. — М.: Знамя, 2007. — Т. 2, вып. 5. — С. 151—164. — ISSN 0130-1616.